# Andrej Prskalo
Andrej Prskalo (Pola, 1º maggio 1987) è un calciatore croato, portiere dell'Opatija.

## Palmarès

### Club

#### Competizioni nazionali
- Coppa di Croazia: 3

Rijeka: 2005-2006, 2016-2017, 2018-2019
- Supercoppa di Croazia: 1

Rijeka: 2014
- Campionato croato: 1

Rijeka: 2016-2017
- Druga nogometna liga: 1

Opatija: 2023-2024